# Blandford St Mary
Blandford St Mary – wieś w Anglii, w hrabstwie Dorset, w dystrykcie (unitary authority) Dorset. Leży 26 km na północny wschód od miasta Dorchester i 160 km na południowy zachód od Londynu.